# Euxoa lacroixi
Euxoa lacroixi är en fjärilsart som beskrevs av Lucas 1935. Euxoa lacroixi ingår i släktet Euxoa och familjen nattflyn. Inga underarter finns listade i Catalogue of Life.